# Psaume 103 (102)

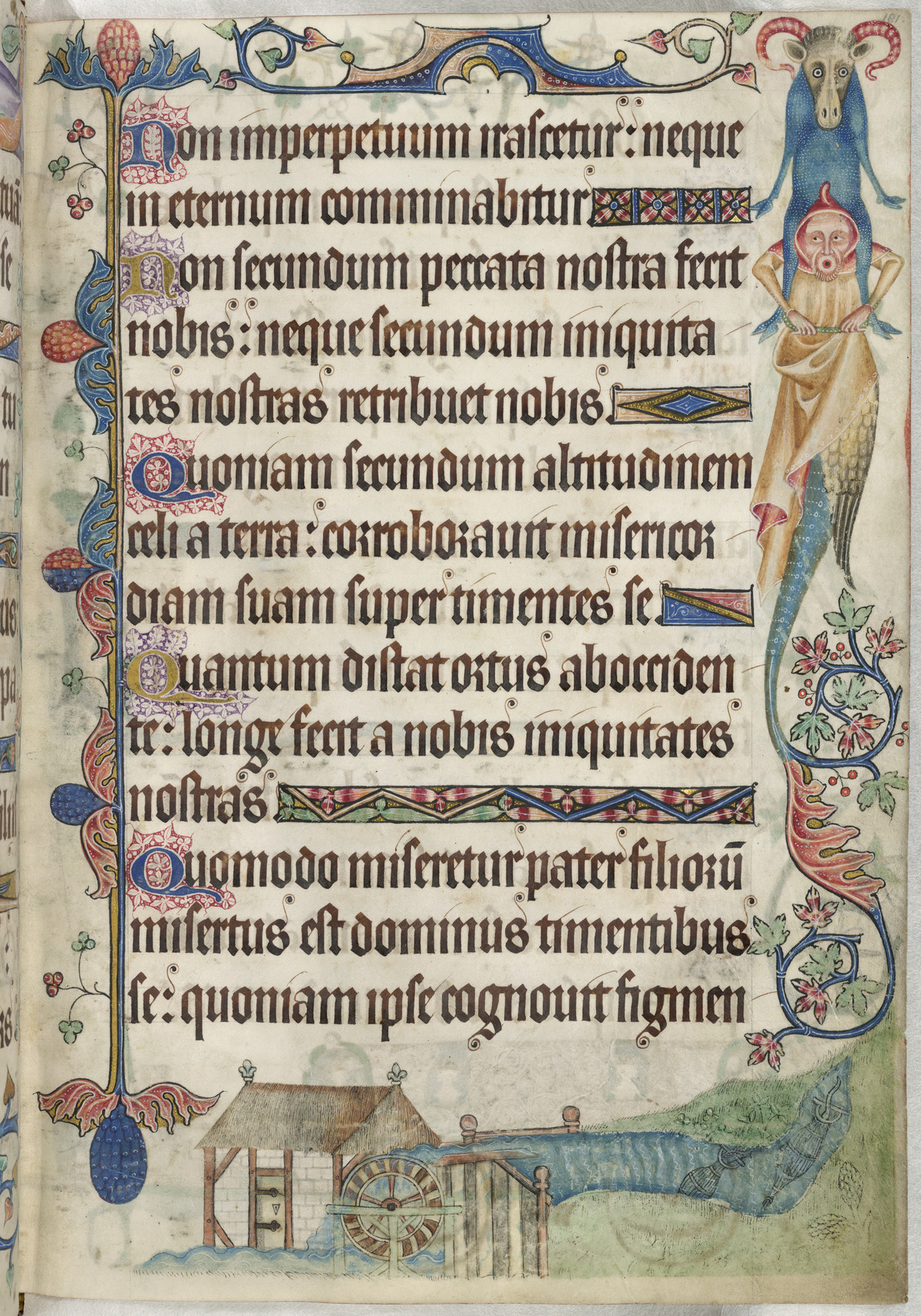
« Non imperpetuum irascetur ... » : Les versets 9 à 13 du psaume 103 illustrés dans le psautier de Luttrell (vers 1325-1335).

Le psaume 103 (102 selon la numérotation grecque) est attribué à David. C'est une hymne à la bonté de Dieu, difficile à classer, et de datation probablement tardive car on y trouve des mots araméens.
Le verset 12 fait référence à l'Orient et l'Occident. Il est notable à deux titres, car Israël avait à l'époque une représentation du monde plate. Si le psalmiste avait opposé le Nord et le Sud, c’eut été un contresens puisque quand on va au nord, une fois le Nord dépassé, on se redirige vers le Sud. Au contraire, l'Ouest reste toujours l'Ouest. De plus, dans une représentation plate, l'Est et l'Ouest sont séparés par une distance infinie, qui constitue dans le psaume la mesure du pardon de Dieu.

## Texte
| verset | original hébreu                                         | traduction française de Louis Segond                                                                                               | Vulgate latine |
| ------ | ------------------------------------------------------- | --- | --- |
| 1      | לְדָוִד: בָּרְכִי נַפְשִׁי, אֶת-יְהוָה; וְכָל-קְרָבַי, אֶת-שֵׁם קָדְשׁוֹ          | [De David.] Mon âme, bénis l’Éternel ! Que tout ce qui est en moi bénisse son saint nom !                                          | Ipsi David benedic anima mea Domino et omnia quae intra me sunt nomini sancto eius                                 |
| 2      | בָּרְכִי נַפְשִׁי, אֶת-יְהוָה; וְאַל-תִּשְׁכְּחִי, כָּל-גְּמוּלָיו                | Mon âme, bénis l’Éternel, et n’oublie aucun de ses bienfaits !                                                                     | Benedic anima mea Domino et noli oblivisci omnes retributiones eius                                                |
| 3      | הַסֹּלֵחַ לְכָל-עֲו‍ֹנֵכִי; הָרֹפֵא, לְכָל-תַּחֲלוּאָיְכִי                      | C’est lui qui pardonne toutes tes iniquités, qui guérit toutes tes maladies ;                                                      | Qui propitiatur omnibus iniquitatibus tuis qui sanat omnes infirmitates tuas                                       |
| 4      | הַגּוֹאֵל מִשַּׁחַת חַיָּיְכִי; הַמְעַטְּרֵכִי, חֶסֶד וְרַחֲמִים                   | C’est lui qui délivre ta vie de la fosse, qui te couronne de bonté et de miséricorde ;                                             | Qui redimit de interitu vitam tuam qui coronat te in misericordia et miserationibus                                |
| 5      | הַמַּשְׂבִּיעַ בַּטּוֹב עֶדְיֵךְ; תִּתְחַדֵּשׁ כַּנֶּשֶׁר נְעוּרָיְכִי                    | C’est lui qui rassasie de biens ta vieillesse, qui te fait rajeunir comme l’aigle.                                                 | Qui replet in bonis desiderium tuum renovabitur ut aquilae iuventus tua                                            |
| 6      | עֹשֵׂה צְדָקוֹת יְהוָה; וּמִשְׁפָּטִים, לְכָל-עֲשׁוּקִים                     | L’Éternel fait justice, il fait droit à tous les opprimés.                                                                         | Faciens misericordias Dominus et iudicium omnibus iniuriam patientibus                                             |
| 7      | יוֹדִיעַ דְּרָכָיו לְמֹשֶׁה; לִבְנֵי יִשְׂרָאֵל, עֲלִילוֹתָיו                  | Il a manifesté ses voies à Moïse, ses œuvres aux enfants d’Israël.                                                                 | Notas fecit vias suas Mosi filiis Israhel voluntates suas                                                          |
| 8      | רַחוּם וְחַנּוּן יְהוָה; אֶרֶךְ אַפַּיִם וְרַב-חָסֶד                       | L’Éternel est miséricordieux et compatissant, lent à la colère et riche en bonté ;                                                 | Miserator et misericors Dominus longanimis et multum misericors                                                    |
| 9      | לֹא-לָנֶצַח יָרִיב; וְלֹא לְעוֹלָם יִטּוֹר                            | Il ne conteste pas sans cesse, il ne garde pas sa colère à toujours ;                                                              | Non in perpetuum irascetur neque in aeternum comminabitur                                                          |
| 10     | לֹא כַחֲטָאֵינוּ, עָשָׂה לָנוּ; וְלֹא כַעֲו‍ֹנֹתֵינוּ, גָּמַל עָלֵינוּ            | Il ne nous traite pas selon nos péchés, il ne nous punit pas selon nos iniquités.                                                  | Non secundum peccata nostra fecit nobis nec secundum iniustitias nostras retribuit nobis                           |
| 11     | כִּי כִגְבֹהַּ שָׁמַיִם, עַל-הָאָרֶץ-- גָּבַר חַסְדּוֹ, עַל-יְרֵאָיו              | Mais autant les cieux sont élevés au-dessus de la terre, autant sa bonté est grande pour ceux qui le craignent ;                   | Quoniam secundum altitudinem caeli a terra corroboravit misericordiam suam super timentes se                       |
| 12     | כִּרְחֹק מִזְרָח, מִמַּעֲרָב-- הִרְחִיק מִמֶּנּוּ, אֶת-פְּשָׁעֵינוּ                | Autant l’orient est éloigné de l’occident, autant il éloigne de nous nos transgressions.                                           | Quantum distat ortus ab occidente longe fecit a nobis iniquitates nostras                                          |
| 13     | כְּרַחֵם אָב, עַל-בָּנִים—רִחַם יְהוָה, עַל-יְרֵאָיו                     | Comme un père a compassion de ses enfants, l’Éternel a compassion de ceux qui le craignent.                                        | Quomodo miseretur pater filiorum misertus est Dominus timentibus se                                                |
| 14     | כִּי-הוּא, יָדַע יִצְרֵנוּ; זָכוּר, כִּי-עָפָר אֲנָחְנוּ                   | Car il sait de quoi nous sommes formés, il se souvient que nous sommes poussière.                                                  | Quoniam ipse cognovit figmentum nostrum recordatus est quoniam pulvis sumus                                        |
| 15     | אֱנוֹשׁ, כֶּחָצִיר יָמָיו; כְּצִיץ הַשָּׂדֶה, כֵּן יָצִיץ                    | L’homme ! ses jours sont comme l’herbe, il fleurit comme la fleur des champs.                                                      | Homo sicut faenum dies eius tamquam flos agri sic efflorebit                                                       |
| 16     | כִּי רוּחַ עָבְרָה-בּוֹ וְאֵינֶנּוּ; וְלֹא-יַכִּירֶנּוּ עוֹד מְקוֹמוֹ             | Lorsqu’un vent passe sur elle, elle n’est plus, et le lieu qu’elle occupait ne la reconnaît plus.                                  | Quoniam spiritus pertransivit in illo et non subsistet et non cognoscet amplius locum suum                         |
| 17     | וְחֶסֶד יְהוָה, מֵעוֹלָם וְעַד-עוֹלָם-- עַל-יְרֵאָיו;וְצִדְקָתוֹ, לִבְנֵי בָנִים  | Mais la bonté de l’Éternel dure à jamais pour ceux qui le craignent, et sa miséricorde pour les enfants de leurs enfants,          | Misericordia autem Domini ab aeterno et usque in aeternum super timentes eum et iustitia illius in filios filiorum |
| 18     | לְשֹׁמְרֵי בְרִיתוֹ; וּלְזֹכְרֵי פִקֻּדָיו, לַעֲשׂוֹתָם                       | Pour ceux qui gardent son alliance, et se souviennent de ses commandements afin de les accomplir.                                  | His qui servant testamentum eius et memores sunt mandatorum ipsius ad faciendum ea                                 |
| 19     | יְהוָה--בַּשָּׁמַיִם, הֵכִין כִּסְאוֹ; וּמַלְכוּתוֹ, בַּכֹּל מָשָׁלָה               | L’Éternel a établi son trône dans les cieux, et son règne domine sur toutes choses.                                                | Dominus in caelo paravit sedem suam et regnum ipsius omnibus dominabitur                                           |
| 20     | בָּרְכוּ יְהוָה, מַלְאָכָיו:גִּבֹּרֵי כֹחַ, עֹשֵׂי דְבָרוֹ; לִשְׁמֹעַ, בְּקוֹל דְּבָרוֹ    | Bénissez l’Éternel, vous ses anges, qui êtes puissants en force, et qui exécutez ses ordres, en obéissant à la voix de sa parole ! | benedicite Domino angeli eius potentes virtute facientes verbum illius ad audiendam vocem sermonum eius            |
| 21     | בָּרְכוּ יְהוָה, כָּל-צְבָאָיו—מְשָׁרְתָיו, עֹשֵׂי רְצוֹנוֹ                   | Bénissez l’Éternel, vous toutes ses armées, qui êtes ses serviteurs, et qui faites sa volonté !                                    | Benedicite Domino omnes virtutes eius ministri eius qui facitis voluntatem eius                                    |
| 22     | בָּרְכוּ יְהוָה, כָּל-מַעֲשָׂיו—בְּכָל-מְקֹמוֹת מֶמְשַׁלְתּוֹ;בָּרְכִי נַפְשִׁי, אֶת-יְהוָה | Bénissez l’Éternel, vous toutes ses œuvres, dans tous les lieux de sa domination ! Mon âme, bénis l’Éternel !                      | Benedicite Domino omnia opera eius in omni loco dominationis ipsius benedic anima mea Domino                       |

## Structure et thème du psaume

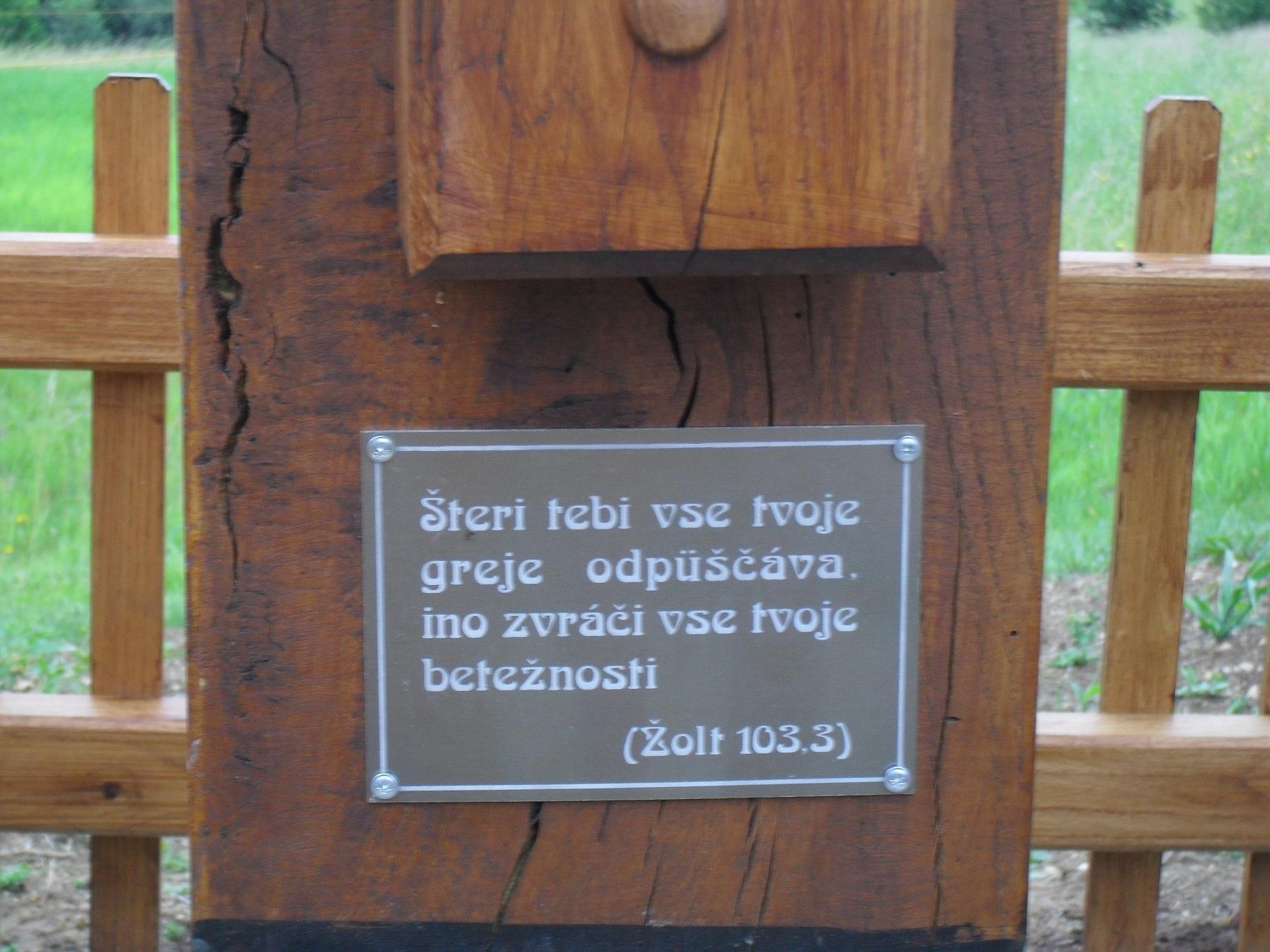
Le verset 3 du psaume 103 en prekmure, au bas d'une croix dans le village de Kétvölgy, en Hongrie.

Le thème majeur du psaume 103 est la bénédiction, celle du psalmiste qui monte vers Dieu, et celle de Dieu qui descend sur Israël. Le psaume est encadré par deux versets de bénédictions ascendantes, et l'intérieur est une bénédiction descendante en deux temps : le pardon de Dieu (versets 3 à 10), puis l'amour éternel de Dieu et la faiblesse humaine (versets 11 à 19).
La première partie de la bénédiction descendante décrit les cinq bienfaits que Dieu donne au psalmiste : pardon des offenses, guérison des maladies, délivrance de la tombe, couronnement de bonté et protection dans la vieillesse. Suivent un rappel de l'action de Dieu envers son peuple et les trois attributs divins révélés à Moïse : la tendresse, la pitié et l'amour. La seconde partie de la bénédiction descendante oppose la grande bonté de Dieu et la fragilité humaine. Cette bonté a une dimension horizontale, verticale et paternelle, cette dernière étant rare dans l'Ancien Testament. L'homme est comparé à la poussière et aux fragiles fleurs des champs. La conclusion porte sur l'éternité de l'amour de Dieu pour son peuple.

## Usages liturgiques

### Dans le judaïsme
Le psaume 103 n'est pas employé dans son intégralité dans la liturgie judaïque, mais on retrouve ses versets dans de nombreuses prières : le verset 1 conclut la prière de nishmat. Le verset 10 et le verset 13 font partie du long tahanoun récité le lundi et le mardi. Le verset 14 est aussi l'antépénultième verset du tahanoun régulier. Enfin, le verset 17 est récité pendant les bénédictions avant le shema, le second jour de rosh hashanah, et le verset 19 se trouve dans le Yehi Kivod de zemirot.

### Dans le christianisme

#### Chez les catholiques
Ce psaume était traditionnellement exécuté lors de la célébration de matines du samedi par l'ordre de Saint-Benoît, vraisemblablement depuis sa fondation vers 530.
Dans la liturgie des Heures actuelle, le psaume 103 est chanté ou récité à l’office des lectures du dimanche de la deuxième semaine. Il est aussi très présent parmi les lectures de messe. C’est le psaume lu à la fête du Sacré-Cœur. Pour le temps ordinaire, on le trouve les 7e et 24e dimanche de l’année A et le 8e dimanche de l’année B. Au temps du carême, il est lu le 3e et le 7e dimanche. Enfin, c’est le psaume du 7e dimanche de Pâques.

#### Chez les protestants
Le psaume 103 est à la source de l'hymne anglaise Praise, my soul, the King of Heaven (en) (Loue, mon âme, le Roi des Cieux), écrite au XIXe siècle par Henry Francis Lyte.

## Utilisation du texte en musique
Au XVIe siècle, Claudin de Sermisy a fait chanter le texte en polyphonie. D'autres compositeurs, de différentes époques, ont également mis ce texte en musique. Henry Dumont a mis en musique ce psaume pour La Chapelle Royale au Louvre (1666).